# Verbena brasiliensis
Verbena brasiliensis är en verbenaväxtart som beskrevs av Vell.. Verbena brasiliensis ingår i släktet verbenor, och familjen verbenaväxter. Inga underarter finns listade i Catalogue of Life.